# التأمين الصحي لمرض السرطان
التأمين لمرض السرطان هو نوع من التأمين الصحي التكميلي الذي يهدف إلى إدارة المخاطر المرتبطة بمرض السرطان ومظاهره العديدة. التأمين ضد السرطان هو اتجاه جديد نسبيًا في صناعة التأمين بشكل عام. الغرض منه هو التخفيف من تكاليف علاج السرطان وتزويد حاملي وثائق التأمين بدرجة من الدعم المالي. يعتمد هذا الدعم على الشروط المكتوبة في وثيقة معينة من قبل شركة التأمين. كما هو الحال مع أشكال التأمين الأخرى، يخضع التأمين ضد السرطان لرسوم، تسمى أقساط التأمين، والتي تتغير اعتمادًا على المخاطر المرتبطة بتغطية المرض.

## التاريخ
فيما يتعلق بصناعة التأمين يعد التأمين لمرض السرطان شكلا جديدا من اشكال التأمين، وقد ظهر قبل حوالي 50 عاماً. تم إنشاء هذه التغطية المالية من قبل شركات التأمين لتلبية الطلب القادم من اولئك الذين يعانون من المرض. لم يتم تصميم التأمين لمرض السرطان ليحل محل تغطية التأمين الصحي التقليدي، بدلاً من ذلك، يهدف هذا النوع من التأمين إلى زيادة السياسات التقليدية من خلال توفير تغطية لمرض يرتبط غالباً بارتفاع التكاليف الطبية، حتى عندما يتم توفير التغطية المالية من خلال وثائق التأمين التقليدية.

## مزايا التغطية
عادةً ما تقدم وثائق التأمين لمرض السرطان مزايا صحية تختلف من مكان ل أخر تهدف إلى مساعدة اولئك الذين يعانون من السرطان أو المعرضين لخطر الإصابة بالمرض على اعتماد حياة صحية. تختلف هذه المزايا اعتماداً على شركة التأمين التي توفر تغطية تكاليف العلاج. يمكن ان تقدم هذه الفوائد الدعم المالي لأولئك الذين يسعون إلى حياة معيشية صحية، مثل الإقلاع عن التدخين، وعضويات الألعاب الرياضية والتغيرات الغذائية. قد توفر شركات التأمين أيضاً الوصول إلى المعلومات ايضاً يوفر لحامليه عمل فحوصات دورية التي تهدف إلى الكشف المبكر عن المرض ومراقبة الجوانب الأخرى للصحة العامة تشمل هذه الفحوصات تصوير الثدي بالأشعة واختبارات مسحة عنق الرحم وتنظير القولون بالإضافة إلى العديد من الفحوصات الأخرى. في كثير من الحالات يجب على اولئك الذين لديهم تأمين صحي لمرض السرطان تقديم دليل بأنهم قد أجروا فحص طبي تم تشخيصهم به بأنهم مصابون واعطائه ل مقدم التأمين. عادة ما يتم التعامل مع هذه المسألة من قبل الأخصائي الطبي الذي يجري الفحص. بمجرد تقديم نتائج الفحص والتحقق منها ستقدم شركة التأمين الدعم المالي اللازم كمكمل لوثائق التأمين الصحي. فإن التأمين الصحي لمرض السرطان والفوائد المرتبطة به محدودة النطاق. غالباً ما يتم تصميم الفوائد المرتبطة بهذه الساسيات للتخفيف من آثار السرطان أو تشجيع الوقاية من المرض بشكل عام. تكون المزايا مختلفة اعتماداً على شركة التأمين التي تقوم بتأمين النفقات الصحية والتي تشمل التكاليف المرتبطة بالرعاية الصحية مثل علاج السرطان وأيضاً تقدم مزايا تتعلق بالتكاليف غير الطبية توفر هذه المزايا لحاملي التأمين المساعدة المالية للنقل والطعام ورعاية المنزل والأطفال وبعض الفواتير.

## حدود التغطية

### تغطية محدودة لسرطان الجلد
سرطان الجلد حيث يعتبر سرطان الجلد أكثر اشكال السرطان شيوعاً. الفئات الاساسية لسرطان الجلد هي سرطان الخلايا القاعدية، سرطان الخلايا الحرشفية، والأورام القتامية من غير المرجح ان ينتقل النوعان الأول والثاني اللذين يعرفان معاً بسرطان الجلد الميلانيني  النقائل ويشكلان غالبية تشخيصات سرطان الجلد.
لا تقدم العديد من خطط التامين لمرضى السرطان الذين تم تشخيصهم ب سرطانات الجلد غير الميلانينية  أو نسبة كبيرة من الحالات التي غالباً ما تسمى سرطان. قد لا توفر الخطط الأخرى التي توفر مدفوعات التشخيص الأولي والمدفوعات المتكررة قائدة اجمالية للتشخيص
بعض خطط التأمين لمرض السرطان تغطي فقط التكاليف المتعلقة بالسرطان نفسه. بموجب هذه الخطط لا يتم تغطية التكاليف المرتبطة بأي مرض غير سرطاني تمت الإصابة به وتعقيده بشكل مباشر أو غير مباشر بسبب السرطان. على سبيل المثال على الرغم من ان سرطان الرئة يزيد من خطر الإصابة بالالتهاب الرئوي فإن التكاليف الطبية المتعلقة بعلاج الالتهاب الرئوي التي تحدث بعد تشخيص السرطان لن يتم تعطيتها من خلال خطة تأمين السرطان.
تغطي خطط التأمين الأخرى لمرض السرطان التكاليف التي تنشأ فقط بعد أن يصاب الشخص السرطان لا يحصل الاشخاص اللي يحملون الوثائق على مزايا إذا تم اكتشافهم بأعراض غير خبيثة أو حالات تظهر احتمالية الإصابة بالأورام الخبيثة

### قيود على علاج المرضى الخارجيين
بعض خطط التأمين تغطي فقط التكاليف المتعلقة برعاية المرضى الداخليين على الرغم من ان بعض اشكال العلاج قد تتطلب رعاية المرضى الخارجيين. بموجب هذه الخطط قد لا يتم تغطية علاج السرطان الذي يتم تقديمه للمريض بعد مغادرته المستشفى. بما في ذلك العلاج الإشعاعي والعلاج الكيميائي

### الشروط الموجودة مسبقًا
في حين ان خطط التأمين لمرض السرطان لها اشكال مختلفة الا انها تتفق بشكل عام على انها تفرض قيوداً على الأفراد الذين تم تشخيص إصابتهم بالسرطان في وقت التسجيل. قد لا توفر بعض الخطط فوائد للتكاليف المتكبدة بسبب حالة موجودة مسبقاً خلال الأشهر الإثني عشر الأولى من التغطية. قد تجعل الخطط الأخرى المرضى غير مؤهلين تماماً إذا تم تشخيصهم بأشكال معينة من السرطان أو الإيدز أو فيروس نقص المناعة البشرية

### قيود على التغطية المزدوجة
التأمين لمرض السرطان هو شكل من اشكال التأمين التكميلي الذي يهدف إلى تغطية الثغرات في خطط التأمين الأولية للمريض. ولكن في بعض الحالات توفر خطط التأمين الأولية مزايا تغطية السرطان التي تتداخل مع تلك الخاصة بخطة التأمين التكميلي للسرطان. في حين ان بعض خطط تأمين السرطان ستدفع مزايا بغض النظر عن ما تدفعه خطة التأمين الأولية، فقد تتضمن بعض خطط التأمين الأولية تنسيقا لبند المزايا الذي يحظر الدفع المزدوج. فقد تنص خطط التأمين ل مرض السرطان الأخرى على ان المرضى لا يمكنهم الحصول على مزايا مزدوجة

## مخاوف بشأن التغطية
غالباً ما تخضع أهلية التأمين الصحي لممارسات إدارة المخاطر وتقييم شركات التأمين. بسبب المخاطر التي تشكلها المشكلات الصحية الخطيرة مثل السرطان. غالباً ما تتخذ الشركات موقفاً قوياً ضد توفير تغطية جديدة للمصابين بالمرض على هذا النحو، لا تقدم وثائق التأمين الصحي النموذجية تغطية للسرطان. في هذه الحالات ممكن ان تكون وثائق التأمين التكميلي مثل تلك المصممة لتغطية السرطان بالتحديد مفيدة. في الولايات المتحدة مكنت التغييرات التي ادخلت على قوانين الرعاية الصحية الأشخاص الذين يعانون من ظروف صحية موجودة مسبقاُ من الحصول على تغطية تأمينية. وقد طلب قانون الرعاية بأسعار معقولة وهو القانون الذي قدم هذه التغيرات. من شركات التأمين الصحي في الدولة تقديم تغطية لأولئك الذين يعانون من حالات مثل السرطان. على الرغم من ان القانون ينص على انه يجب منح هؤلاء الأشخاص حق الحصول على التأمين الصحي، تخضع وثائق التأمين لأهواء الشركات التي تؤمنهم على هذا النحو يمكن ان تختلف أحكام هذه الوثائق بشكل كبير اعتماداً على شركة التأمين الصحي المعنية. في بعض الحالات نصمم شركات التأمين سياساتها بحيث تكون غير جذابة من الناحية المالية لأولئك الذين يعانون من مشاكل صحية باهظة الثمن.
كخطة تكميلية للتأمين الصحي تهدف وثائق التأمين لمرض السرطان إلى سد الفجوات التي خلفتها سياسات التأمين التقليدية ومع ذلك قد لا توفر هذه الخطط تغطية للمدى الكامل للقضايا الصحية المتعلقة بالمرض. يمكن ان يكون للمضاعفات المتعلقة بالمرض تأثير هائل على توافر وثائق لمرض السرطان. أحد هذه الاهتمامات الأساسية فيما يتعلق بتغطية التأمين لمرض السرطان هي الأهلية. عادة، أولئك الذين يعانون من حالات طبية موجودة مسبقاً مثل السرطان غير مؤهلين للحصول على التغطية. تختلف العوامل التي تحدد الأهلية من شركة تأمين إلى شركة تأمين أخرى  